# یواس‌اس سومتر (۱۸۶۳)
یواس‌اس سومتر (۱۸۶۳) (به انگلیسی: USS Sumter (1863)) یک کشتی بود که طول آن 182' بود. این کشتی در سال ۱۸۵۳ ساخته شد.